# Mustaschsångare
Mustaschsångare (Melocichla mentalis) är en fågel i familjen afrikanska sångare inom ordningen tättingar.

## Utseende och läten
Mustaschsångaren är en stor (18-20 cm) sångare med kraftig näbb samt lång och bred avsmalnad stjärt. Den skiljs lätt från andra arter genom ostreckad undersida och rygg. Mest liknar den afrikansk gräsfågel, men är mycket större än denna, med svart mustaschstreck, bleka ögon, tydligare tecknat ansikte och otecknad undergump utan beigefärgade fjäderspetsar. Ungfågeln är mattare i färgerna och saknar rostbrunt inslag i pannan. Lätet är också karakteristiskt, ett bubblande som i engelsk litteratur beskrivs "tip-titwiddle-iddle-see".

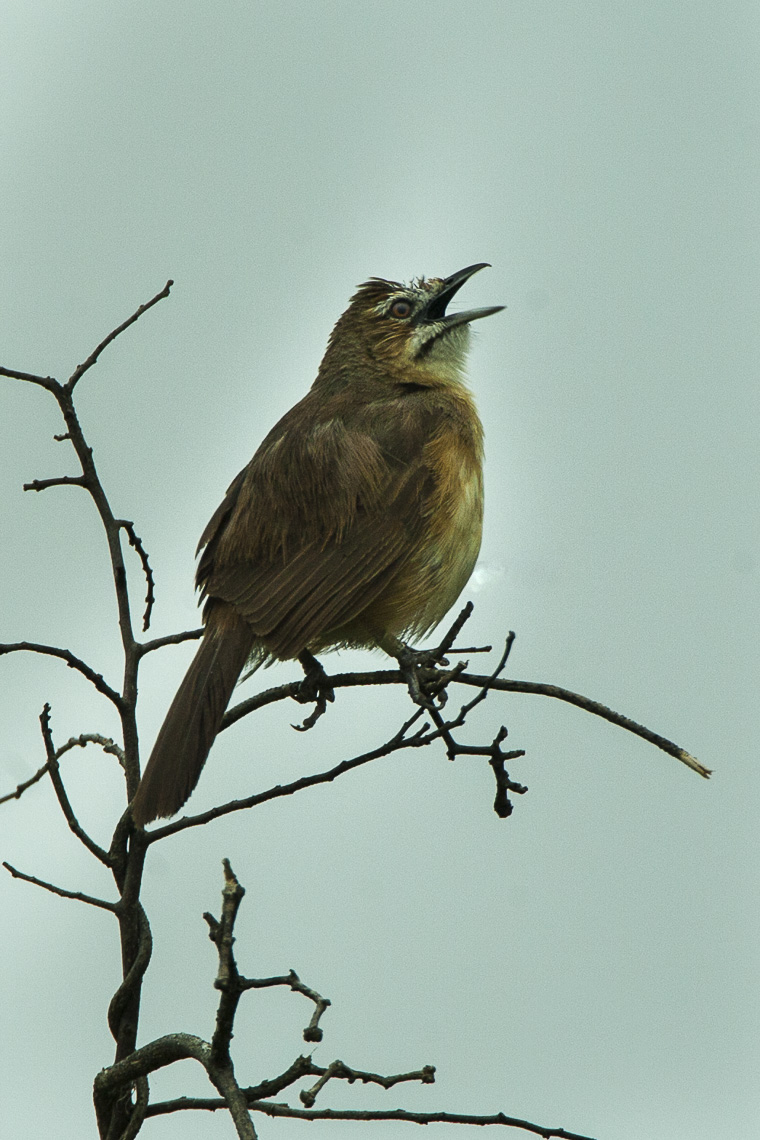
Sjungande mustaschsångare i Uganda.

## Utbredning och systematik
Mustaschsångare placeras som enda art i släktet Melocichla. Den delas in i fem underarter med följande utbredning:
- Melocichla mentalis mentalis – förekommer från Senegal och Gambia till Gabon, södra Kongo-Kinshasa, Angola, Zambia och norra Malawi
- Melocichla mentalis amauroura– förekommer från Sydsudan och sydvästra Etiopien söderut till östra Demokratiska republiken Kongo, Uganda, västra och centrala Kenya, västra Tanzania samt norra och centrala Zambia
- Melocichla mentalis orientalis – förekommer från östra Kenya till södra Tanzania, södra Malawi, Zambia, Zimbabwe och Moçambique
- Melocichla mentalis incana – förekommer i nordöstra Tanzania (Mount Meru)
- Melocichla mentalis luangwae – förekommer i Zambia

Underarten incana inkluderas ofta i amauroura.

### Familjetillhörighet
Mustaschsångaren placerades tidigare i den stora familjen sångare (Sylviidae). Denna har dock efter DNA-studier delats upp i ett antal mindre familjer, däribland den nyskapade familjen afrikanska sångare (Macrosphenidae) där mustaschsångaren ingår tillsammans med exempelvis krombekar (Sylvietta), långnäbbar (Macrosphenus) och flera udda afrikanska sångare som placeras i egna släkten. Dess närmaste släktingar tros vara damarasångaren och stråsångaren.

## Levnadssätt
Mustaschsångare hittas i högvuxen och frodig gräsmark intill skogsområden samt i öppna gläntor, ofta nära vatten. Födan består av insekter som bönsyrsor, gräshoppor och små skalbaggar. Fågeln häckar under regnperioden.

## Status och hot
Arten har ett stort utbredningsområde och en stor population med stabil utveckling och tros inte vara utsatt för något substantiellt hot. Utifrån dessa kriterier kategoriserar internationella naturvårdsunionen IUCN arten som livskraftig (LC). Världspopulationen har inte uppskattats men den beskrivs som vanlig i det norra tropiska guineanska savannbältet, men mindre vanlig och lokalt förekommande i resten av utbredningsområdet.

## Namn
På svenska har fågeln även kallats skäggsångare.